# Sara Blokland
Sara Blokland (Ede, 1969) is een beeldend kunstenaar, onderzoeker en curator van fotografie. Haar werk onderzoekt de relatie tussen fotografie en (post)koloniale cultuurgeschiedenis. 

## Opleiding en werk
Blokland studeerde fotografie aan de Gerrit Rietveld Academie (1995-1999). Daarnaast behaalde ze een master in fotografie en video aan het Sandberg Instituut (1999-2001) en een master film en fotografie studies aan de Universiteit Leiden.
In haar werk als beeldend kunstenaar richt Blokland zich voornamelijk op fotografie. Ze ondervraagt de rol van fotografie in de constructie van sociale verhalen rondom kwesties zoals representatie, migratie en koloniale erfenissen.
Haar werken zijn nationaal en internationaal tentoongesteld, onder andere in het Kumho Museum in Seoul, Gallery LMAK-projects in New York, het Stedelijk Museum in Amsterdam, Framer Framed in Amsterdam, Museum Arnhem en het Kunstmuseum in Den Haag. Haar werk is onderdeel van particuliere en openbare collecties van ABN Amro, Rabobank en het Kunstmuseum in Den Haag.
Naast haar werk als kunstenaar is Blokland ook werkzaam als docent aan de Hogeschool voor de Kunsten Utrecht en de Koninklijke Academie van Beeldende Kunsten in Den Haag. Van 2002 tot 2008 was zij ook werkzaam als docent aan de Academie Minerva in Groningen. 
- Bibliothèque nationale de France: cb16715322r (data)
- Gemeinsame Normdatei: 142722081
- International Standard Name Identifier: 0000 0003 5896 3814
- Library of Congress Control Number: n2013009699
- Nederlandse Thesaurus van Auteursnamen: 239243854
- RKD-Nederlands Instituut voor Kunstgeschiedenis: 134044
- Système universitaire de documentation: 146371798
- Union List of Artist Names: 500384102
- Virtual International Authority File: 213347065